# Muntiacus gongshanensis
O muntíaco-de-gongshan (Muntiacus gongshanensis) é um cervideo que habita as montanhas de Gongshan, no noroeste de Yunnan; o sudeste do Tibete; o nordeste da Índia, especialmente em Arunachal Pradesh; e o norte de Myanmar.
Pesquisas genéticas recentes sugerem que o DNA do M. gongshanensis é suficientemente semelhante ao do M. crinifrons para considerá-los uma única espécie, apesar de diferenças na coloração de suas pelagens. No entanto, nada é comprovado, e há discussões acerca desses estudos.
A caça do muntíaco-de-gongshan é o maior obstáculo para a sobrevivência da espécie.